# 艾萨克·本瑟姆
艾萨克·本瑟姆（英語：Isaac Bentham，1886年10月27日—1917年5月15日），英国男子水球运动员。他曾代表英国参加1912年夏季奥林匹克运动会水球比赛，获得一枚金牌。他在第一次世界大战期间阵亡。